# Kool Keith
Kool Keith, właśc. Keith Thornton (ur. 7 października 1963 roku) – amerykański raper i producent muzyczny pochodzący z okręgu Bronx w stanie Nowy Jork. Założyciel grupy hip-hopowej Ultramagnetic MCs. Znany także jako Dr. Octagon oraz Dr. Dooom.
Uważa się za twórcę podgatunku hip-hopu zwanego horrorcore.

## Działalność artystyczna
Kool Keith karierę muzyczną rozpoczął wspólnie z grupą hip-hopową Ultramagnetic MCs. Po wydaniu ich debiutanckiego albumu pt. Critical Beatdown w 1988 r. jego kariera nabrała tempa. Bardzo dobre recenzje jeszcze bardziej przyczyniły się do popularności rapera. Po kontynuowaniu działalności Ultramagnetic MCs poprzez dwa kolejne albumy, w 1992 Funk Your Head Up i w 1993 The Four Horsemen, Thornton wydał swój pierwszy singel "Earth People" dwa lata później pod pseudonimem Dr. Octagon. 6 maja 1996 r. odbyła się premiera pierwszego studyjnego albumu Keitha, Dr. Octagonecologyst. Wydawnictwo ukazało się pod pseudonimem Dr. Octagon. Płyta zawierająca produkcje od Dan the Automator oraz Kutmasta Kurt zyskała bardzo dobre recenzje.
W 1996 roku wspólnie z raperem Timem Dogiem jako duet Ultra wydał album zatytułowany Big Time. Płyta zebrała dobre recenzje.
W 1997 roku ukazał się drugi solowy album rapera, Sex Style, który był produkcją koncepcyjną. Został nagrany w stylu dirty rap, czyli teksty utworów poruszały wszystkie tematy związane z seksem. Był to jednocześnie pierwszy album wydany pod pseudonimem Kool Keith.
W 1999 roku Thornton wydał dwa solowe albumy, First Come, First Served jako Dr. Dooom oraz Black Elvis/Lost in Space już jako Kool Keith. Pierwszy z nich zawiera produkcje samego Thornton, jak i producenta KutMasta Kurta. Krytyk muzyczny Steve Huey z portalu Allmusic określił styl albumu jako podobny do pierwszego albumu Kool Keitha, Dr. Octagonecologyst. Produkcją drugiej płyty rapera zajął się on sam. Album uplasował się na 180. miejscu listy notowań Billboard 200 oraz na 74. pozycji Top R&B/Hip-Hop Albums.
25 lipca 2000 r. ukazał się kolejny studyjny album rapera Matthew. Wydawnictwo ukazało się nakładem wytwórni Funky Ass. Produkcją zajęli się Kool Keith oraz KutMasta Kurt. Produkcja zebrała mieszane recenzje. Zadebiutowała na 47. pozycji listy Heatseekers Albums. W tym samym roku Keith oraz Ice-T, Marc Live, Black Silver i Pimp Rex jako grupa Analog Brothers wydali album Pimp to Eat, który zebrał pozytywne recenzje.
5 czerwca 2001 r. został wydany szósty album Keitha Spankmaster, który ukazał się nakładem wytwórni Gothom w kooperacji z Overcore, a dystrybucji TVT Records. Płyta zebrała pozytywne opinie i uplasowała się na 48. miejscu listy notowań Top R&B/Hip-Hop Albums.
19 listopada 2002 roku odbyła się premiera debiutanckiego albumu Game grupy KHM, w skład której wchodzili Kool Keith, H-Bomb (Jacky Jasper) oraz Marc Live.
W 2004 r. ukazał się album Diesel Truckers, który powstał z producentem muzycznym KutMastem Kurtem. Tytuł spotkał się z dobrymi recenzjami. Również w tym roku wytwórnia Real Talk Entertainment wniosła pozew o wstrzymanie wydania albumu Octagon Part 2. Sąd podtrzymał wyrok i uniemożliwił Keithowi jego wydanie. Dwa lata później został wydany kolejny solowy album Nogatco Rd. 27 czerwca 2007 r. ukazał się album Return of Dr. Octagon nakładem OCD International.
23 września 2008 r. odbyła się premiera albumu Dr. Dooom 2, który był kontynuacją First Come, First Served z 1999 roku. Był to kolejny album rapera wydany pod pseudonimem Dr. Dooom. Kilka miesięcy później, w lutym 2009 r. Kool Keith wydał album koncepcyjny zatytułowany Tashan Dorrsett, a dwa lata później zawierający remiksy The Legend of Tashan Dorrsett.

## Dyskografia
- Dr. Octagonecologyst (1996)
- Sex Style (1997)
- First Come, First Served (1999)
- Black Elvis/Lost in Space (1999)
- Matthew (2000)
- Spankmaster (2001)
- Diesel Truckers (2004)
- Nogatco Rd. (2006)
- The Return of Dr. Octagon (2006)
- Dr. Dooom 2 (2008)
- Tashan Dorrsett (2009)
- The Legend of Tashan Dorrsett (2011)
- The Doctor Is In (2011)
- Love & Danger (2012)
- Magnetic Pimp Force Field (oraz Big Sche Eastwood, 2013)
- Demolition Crash (2014)